# Honda CY 50
Die CY 50 ist ein Kleinkraftrad des japanischen Herstellers Honda, das von 1977 bis 1983 als Nachfolgemodell der Honda Dax auch in Deutschland verkauft wurde. Das unverkleidete Zweirad besitzt einen luftgekühlten Einzylindermotor mit 50 cm³ Hubraum, der Viertaktmotor hat eine Leistung von 1,5 kW (2,1 PS). Im Gegensatz zur Dax mit liegendem Motor, ist der Motor der CY 50 stehend eingebaut.
Als größeres, aber wesentlich seltener anzutreffendes Modell wurde auch die Honda CY 80 importiert. Mit vergleichbarer Motorentechnik wurde auch die Straßenversion Honda CB 50 sowie die Enduro-Version XL 50 gebaut.

## Besonderheiten
Als Besonderheit wurde beworben, dass „...sie kein Kraftstoff-Öl-Gemisch benötigt, sondern Normalbenzin. Damit bleiben die Motoren sauber bis zum Auspuff. Typisch für die 4-Takt-Technik sind der satte, runde Lauf sowie der geringe Benzinverbrauch. Und was rund läuft, hält lange… Diese Mokicks haben die große Technik von Honda.“
Speziell für den deutschen Absatzmarkt mit seiner damaligen Straßenverkehrs-Zulassungs-Ordnung (StVZO) war der Motor mit einem Drehzahlbegrenzer versehen, der zusammen mit bestückter Zündkerze, dem voreingestellten Zündzeitpunkt, dem Vergaser und der Übersetzung – alles in ausgeliefertem Standard – nur eine maximale Geschwindigkeit von rund 40 km/h zuließ. Aus dem Motorradbereich übernommene Detaillösungen wie Rohrrahmen, Tank, Sitzbank, Seitendeckel und Helmbefestigungsmöglichkeit sowie der Viertaktmotor mit stehendem Zylinder, oben liegender Nockenwelle und richtigem Schaltgetriebe mit Nasskupplung machte sie zu einem Motorrad im Kleinformat. Die Konstrukteure der „Frech-Dax“ – wie die CY 50 in der Honda-Werbung bezeichnet wurde – hatten für dieses Modell verschiedene, auch in die Produktion übernommene Verbesserungen entwickelt, die bei den Produkten der Konkurrenz neben der oben bezeichneten Viertakttechnik damals noch fehlten. Zum Beispiel die fünffach einstellbaren hinteren Federbeine zwecks Anpassung der Federvorspannung an die Zuladung, einen Tageskilometerzähler im Tachometer und einen Sechslitertank, der eine Reichweite von rund 200 Kilometern ermöglichte.
Gepäckträger hinten und vorn erlaubten selbst einen vielseitigen Arbeitseinsatz beispielsweise beim Transport diverser Hobbyausrüstungen. Auseinanderschraubbare Vorder- und Hinterradkränze (Felgen) gestatten eine umfassende Pflege, eine umgehende Schlauchreparatur und einen leichten Mantelwechsel in problemloser Selbstmontage.

## Schwachstellen
Eine Schwachstelle des Modells sind die fabrikmäßig starren Halterungsrohre der Front- und Rückblinker, weshalb es schon bei leichten Stürzen zu deutlichen Schäden vor allem an den Frontblinkern und ihrer Aufhängung kommt (siehe Bild).
Die damals gefertigten Ventilsitze mit Ventilringen und die verbauten Ventile erfordern, dass der Motor überwiegend oder mindestens gelegentlich mit heute an Tankstellen nicht mehr erhältlichem verbleiten Normal- und Superbenzin gefahren wird. Eine vom Hersteller autorisierte Erklärung, dass ein anhaltender Betrieb ohne Bleizusatz im Treibstoff dem betreffenden Motor früher oder später definitiv keinen Schaden zufügt, ist nicht bekannt. Aus einer von der Firma Honda in das Internet gestellten Liste ist jedoch zu entnehmen, dass die CY 50 auch mit bleifreiem Normalbenzin (DIN 51607; mindestens 91 ROZ) gefahren werden kann.
Die bauartbedingte Leistung der Lichtmaschine (Schwunglichtgenerator) bei Sechsvoltelektrik war nicht dafür ausgelegt, dass dieses Mokick – wie nach späterer Änderung der StVO in der Bundesrepublik Deutschland vorgeschrieben – immer mit eingeschalteter Beleuchtung gefahren wird. Daher ist mit dieser Lichtmaschine unter diesem Fahrmodus, besonders bei überwiegendem Kurzstreckenverkehr, die optimale Aufladung des standardmäßigen Akkumulators (Bordbatterie – 6 V, 4 Ah) während der Fahrt nicht mehr gewährleistet, was dazu führen kann, dass nach einiger Zeit die mit je 21-Watt-Glühbirnen (6 V) betriebenen Blinker ihre Funktion verlieren.
Der zum Auslieferungszustand zumindest in Deutschland gehörende serienmäßige Tankdeckel war nicht abschließbar. Außerdem gehörte als Signalgeber in diesem Land lediglich eine Fahrradklingel zur Grundausstattung.

## Kultstatus
Heute ist die Honda CY 50 ein gesuchtes Sammlerstück geworden und hat Kultstatus. Für eine gut erhaltene CY wird heute wieder mindestens der damalige Listenpreis von 2.000 DM (= 1.000 €) und bei Komplettrestauration oft sogar deutlich mehr bezahlt.
Es gibt eine Homepage, die sich der Honda CY 50, CB 50 und XL 50 widmet. Mit vielen Details werden Informationen und Downloads zur Verfügung gestellt; im verlinkten Forum werden die alltäglichen Probleme nach der langen Lebenszeit des „Oldtimers“ diskutiert und beantwortet; zudem werden Maßnahmen beschrieben, die alten kleinen Motorräder auf neueste Standards (zum Beispiel Sicherheit, Elektrik und Leistung) aufzurüsten.

## Weitere Technische Details
- Obenliegende Nockenwelle mit zwei Ventilen
- Vergaser: Keihin, Typ PC 15 A / Hauptdüse: 62#, Leerlaufdüse: 35#[5]
- Treibstoff: (min. gelegentlich) verbleites Normal- oder Superbenzin
- Mehrscheibenkupplung im Ölbad
- Getriebe: klauengeschaltetes Vierganggetriebe (CY80 5-Gang) mit Fußschaltung
- Kickstarter
- Standgeräusch 60 dB
- Fahrgeräusch 70 dB
- Rahmen: Stahlhalbschalen verschweißt bzw. Einschleifen-Stahlrohr
- ölgedämpfte Telegabel vorn, Federweg 104 mm
- Schwinge mit fünffach einstellbaren Federbeinen hinten, Federweg 65 mm
- Gesamthöhe einschließlich Rückspiegel 980 mm
- Lenkerbreite 740 mm
- Lenkerhöhe 910 mm
- Zulässiges Gesamtgewicht 245 kg
- Bodenfreiheit 140 mm
- seilzugbetätigte mechanische Simplex-Trommelbremse vorn
- gestängebetätigte mechanische Simplex-Trommelbremse hinten
- Ballonreifen 5,4×10" 4PR vorn (entspricht heute 130/90-10) / 5,4×10" 8PR hinten – auf zusammengeschraubten 4"-Stahlblechfelgen
- elektrische Anlage: 6 Volt
- Bordakku: 6 V, 4 Ah
- bauartbedingt nicht schneller als ca. 40 km/h Höchstgeschwindigkeit